# 나이토 슈이치로
나이토 슈이치로(일본어: 内藤 秀一郎 ないとう しゅういちろう[*]/Syuichiro Naito, 1996년 5월 14일~)는 일본의 사이타마현으로 남자 배우다. 키는 187cm에다가 몸무게는 81kg이다. 혈액형은 A형이다. 2015년 패션모델로 시작을 하면서 2018년 <별가루 리벤져스>를 통해 배우로 시작을한다.

## 드라마
- 별가루 리벤져스
- 나라면 울리지 않을 거고
- 부녀자 무심코 게이에게 고백하다.
- 가면라이더 세이버 - 카미야마 토우마

## 영화
- 오전 0시 키스하러 와줘

## 여담
- 슈이치로는 붙이고 싶은 별명은 '걸어다니는 전봇대'라고 키가 크기 때문이라고 한다.
- 취미는 축구, 야구, 체조, 수영, 농구다.
- 좋아하는 것은 메밀, 우메보시다.
- 싫어하는 것은 피망이다. ㅡㅡ;;
- 존경하는 배우는 오구리 슌
- 방탄소년단을 좋아하는거 같다.
- 휠라 브랜드를 좋아하는거 같다.
- 2020년 9월 6일 가면라이더 세이버의 주인공 카미야마 토우마라는 맡기 시작했다.